# Чемпіонат України із шахів 2010 (жінки)
70-й чемпіонат України із шахів серед жінок , що проходив з 12 по 21 листопада 2010 року у м.Полтава в приміщенні Центру дозвілля та мистецтв Полтавського університету економіки і торгівлі (м. Полтава, вул. Коваля,3). Змагання проводилися за швейцарською системою у 9 турів за участі 34 учасниць. 
Чемпіонкою України стала представниця Криму Тетяна Василевич.

## Регламент турніру
Головний суддя турніру, національний суддя — Г. Щербов (м.Полтава)

### Розклад змагань
- Відкриття турніру: 13 листопада (10-00 год)
- Ігрові дні: 13—21 листопада (без вихідних)
- Закриття турніру: 21 листопада (16-30 год)

Час початку партій (київський) — 14.00 год (першого та останнього туру — 11.00 год).

### Контроль часу
- 90 хвилин на перші 40 ходів плюс 30 хвилин до закінчення партії кожному учаснику з додаванням 30 секунд за кожен зроблений хід, починаючи з першого. Дозволений час спізнення на партію — 30 хвилин з початку туру.

### Критерії розподілу місць
Місця визначаються за кількістю набраних очок. У разі рівності очок у двох або більше учасників місця визначаються (у порядку пріоритетів) за такими додатковими показниками:
- 1. За системою коефіцієнтів Бухгольца;
- 2. За системою прогресуючих коефіцієнтів;
- 3. За скороченою системою прогресуючих коефіцієнтів;
- 4. За кількістю перемог.
- 5. За результатом особистої зустрічі;

## Учасниці
Чемпіонат України не зміг зібрати найсильніших шахісток, список учасників турніру очолили 2-й (Інна Гапоненко), 6-й (Тетяна Василевич) та 7-й (Наталя Здебська) номери рейтингу найсильніших шахісток України (див.нижче). Учасниці чемпіонату представляли 16-ть регіонів України.
| Місце в Україні (у світі) | Шахіст           | Рейтинг | Участь   |
| ------------------------- | ---------------- | ------- | -------- |
| 1 (12)                    | Катерина Лагно   | 2522    | відсутня |
| 2 (30)                    | Інна Гапоненко   | 2469    | грала    |
| 3 (32)                    | Марія Музичук    | 2462    | відсутня |
| 4 (34)                    | Анна Ушеніна     | 2460    | відсутня |
| 5 (42)                    | Наталя Жукова    | 2447    | відсутня |
| 6 (56)                    | Тетяна Василевич | 2417    | грала    |
| 7 (81)                    | Наталя Здебська  | 2383    | грала    |
| 8 (84)                    | Тетяна Кононенко | 2381    | відсутня |

## Підсумкова таблиця
| Місце | Шахістка                     | Місто           | Вік | Рейтинг |  | + | = | − | Очки | Дод1 | Дод2 |
| ----- | ---------------------------- | --------------- | --- | ------- |  | - | - | - | ---- | ---- | ---- |
| 1     | Тетяна Василевич             | Євпаторія       | 33  | 2417    |  | 5 | 3 | 1 | 6½   | 49,5 |      |
| 2     | Інна Гапоненко               | Херсон          | 34  | 2469    |  | 4 | 5 | 0 | 6½   | 48,0 | 34,0 |
| 3     | Оксана Грицаєва              | Феодосія        | 30  | 2301    |  | 5 | 3 | 1 | 6½   | 48,0 | 33,0 |
| 4     | Катерина Должикова           | Київ            | 22  | 2298    |  | 5 | 3 | 1 | 6½   | 46,5 |      |
| 5     | Ірина Андренко               | Харків          | 19  | 2231    |  | 4 | 4 | 1 | 6    | 48,0 |      |
| 6     | Світлана Чередниченко        | Шахтарськ       | 26  | 2260    |  | 3 | 6 | 0 | 6    | 46,5 |      |
| 7     | Наталя Здебська              | Одеса           | 24  | 2383    |  | 3 | 5 | 1 | 5½   | 51,0 |      |
| 8     | Ольга Іваненко               | Миколаїв        | 16  | 2132    |  | 5 | 1 | 3 | 5½   | 42,0 |      |
| 9     | Євгенія Долуханова           | Харків          | 26  | 2266    |  | 3 | 4 | 2 | 5    | 48,5 |      |

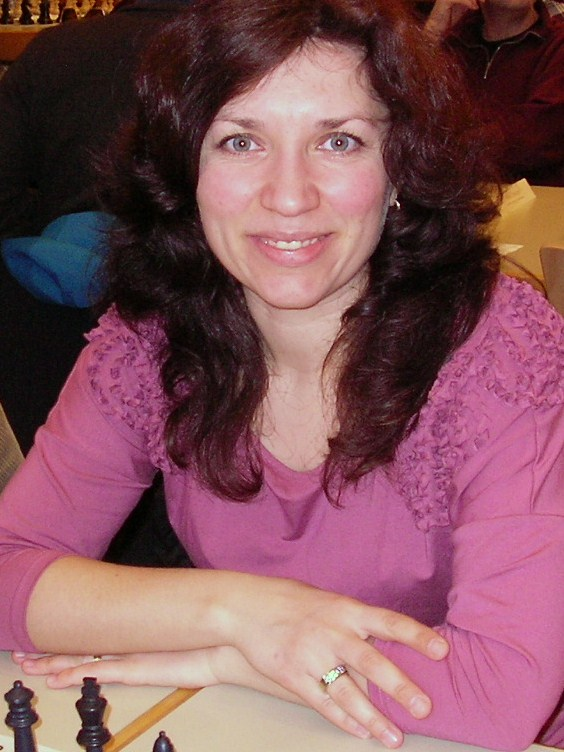
Тетяна Василевич — чемпіонка України 2010 року

| 10    | Галина Бреславська (Шаповал) | Харків          | 24  | 2190    |  | 3 | 4 | 2 | 5    | 48,0 |      |
| 11    | Ольга Калініна               | Тернопіль       | 21  | 2222    |  | 4 | 2 | 3 | 5    | 45,0 | 27,5 |
| 12    | Костюкова Любов              | Луганськ        | 27  | 2216    |  | 4 | 2 | 3 | 5    | 45,0 | 27,5 |
| 13    | Марія Танцюра                | Харків          | 14  | 2065    |  | 4 | 2 | 3 | 5    | 43,0 | 24,5 |
| 14    | Олена Горескул               | Енергодар       | 26  | 2221    |  | 3 | 4 | 2 | 5    | 43,0 | 24,0 |
| 15    | Анжеліка Нестеровська        | Луганськ        | 19  | 2176    |  | 4 | 2 | 3 | 5    | 41,5 | 24,0 |
| 16    | Ольга Юшко                   | Ужгород         | 23  | 2119    |  | 5 | 0 | 4 | 5    | 41,5 | 20,0 |
| 17    | Анастасія Рахмангулова       | Миколаїв        | 15  | 2148    |  | 5 | 0 | 4 | 5    | 36,0 |      |
| 18    | Вероніка Аніпер              | Донецьк         | 12  | 1746    |  | 4 | 1 | 4 | 4½   | 39,0 |      |
| 19    | Олена Чередниченко           | Шахтарськ       | 25  | 2149    |  | 2 | 5 | 2 | 4½   | 37,0 |      |
| 20    | Марія Безкоровайна           | Харків          | 13  | 1951    |  | 3 | 2 | 4 | 4    | 40,0 |      |
| 21    | Віра Тарлєва                 | Харків          | 22  | 2170    |  | 3 | 2 | 4 | 4    | 39,5 |      |
| 22    | Анастасія Ткачова            | Харків          | 15  | 1935    |  | 2 | 4 | 3 | 4    | 38,5 |      |
| 23    | Олександра Булах             | Київ            | 18  | 2045    |  | 3 | 2 | 4 | 4    | 37,5 |      |
| 24    | Маріанна Калініна            | Тернопіль       | 18  | 2031    |  | 2 | 4 | 3 | 4    | 33,5 | 19,0 |
| 25    | Олена Васіна                 | Луцьк           | 16  | 2011    |  | 2 | 4 | 3 | 4    | 33,5 | 17,5 |
| 26    | Людмила Горошкова            | Одеса           | 18  | 1979    |  | 3 | 2 | 4 | 4    | 30,0 |      |
| 27    | Маріца Цирульник             | Дніпропетровськ | 19  | 2136    |  | 1 | 5 | 3 | 3½   | 39,5 |      |
| 28    | Дарія Богдан                 | Чернігів        | 16  | 1889    |  | 2 | 3 | 4 | 3½   | 36,0 |      |
| 29    | Дарія Орлянська              | Дніпропетровськ | 21  | 2077    |  | 3 | 1 | 5 | 3½   | 34,5 |      |
| 30    | Анастасія Зінгайло           | Хмельницький    | 21  | 2104    |  | 3 | 0 | 6 | 3    | 40,5 |      |
| 31    | Юлія Мамонова-Піщаль         | Крим            | 24  | 2048    |  | 1 | 4 | 4 | 3    | 32,5 |      |
| 32    | Жанетта Рудакова             | Полтава         | 32  | 2050    |  | 2 | 2 | 5 | 3    | 31,5 |      |
| 33    | Юлія Браїлко                 | Полтава         | 36  | 2148    |  | 0 | 3 | 6 | 1½   | 32,0 |      |
| 34    | Антоніна Зінгайло            | Хмельницький    | 17  | 1708    |  | 1 | 0 | 8 | 1    | 31,0 |      |